# Les Subsistances
Pour les articles homonymes, voir Subsistances.
Les Subsistances sont un lieu culturel de diffusion et de production artistique situé dans le 1er arrondissement de Lyon qui associe aujourd’hui Les SUBS lieu de création (théâtre, danse, cirque, performance, arts visuels et numériques) de pratique artistique et lieu de vie, les studios d'enregistrement de l'association Les Disques Supadope, et depuis 2007 l’École nationale des beaux-arts de Lyon. Le site comprend 22 500 m2 de bâtiments (dont 8 300 m2 de surface rénovée) et 16 000 m2 de terrain.

## Situation
Les Subsistances se trouvent au no 8 bis du quai Saint-Vincent, 
en rive gauche (côté nord-est) de la Saône, à 350 m en aval du pont Kœnig, au pied de la colline de la Croix-Rousse et en face de la colline de Fourvière,.

## Histoire du site

### Un quartier artisanal gallo-romain
Des ateliers gallo-romains de potiers et de verriers se tenaient dans la cour de l’actuel bâtiment, fouillé en mai et en juillet 2000 en prévision de travaux pour l'aménagement du bâtiment des Subsistances. Ce chantier de fouilles a été appelé « Manutention no 3 »,.

### Un couvent jusqu'auXVIIIesiècle
En 1640 les visitandines (sœurs de l’Ordre de la Visitation) acquièrent le terrain sur l'actuel quai de Saône (à l'époque appelé « Sainte Marie aux chaînes ») pour y construire un petit cloître et une église. L’ensemble forme le couvent Sainte-Marie des Chaînes, ainsi baptisé parce que les douaniers disposaient alors, en amont de la Saône, des chaînes en travers de la rivière pour empêcher les réseaux contrebandiers de s'introduire à Lyon par voie fluviale.
Malgré des difficultés financières à partir du débit su XVIIIe siècle, les postulantes affluent. Pour faire face au manque de place, le couvent décide de construire un couvent plus grand. Selon la légende, la mère supérieure Sépharique d'Honoraty aurait déclaré, faisant référence aux difficultés financières : « Pour rédimer nos dépenses, nous nous passerons d'architecte. Je ferai les plans moi-même, et que le Bon Dieu nous patafiole si nous n'y arrivons point ! »
Le bâtiment nouvellement construit s'effondre et doit être reconstruit à grands frais, ce qui n'est pas sans aggraver la situation financière du couvent. 
En 1789, celui-ci, dont la reconstruction n’est achevée qu'au quart des prévisions, est déclaré propriété nationale et les nonnes en sont chassées en 1791, le quittant définitivement pour cause de Révolution.

### Les Subsistances militaires auXIXesiècle
L’armée prend possession du site en 1807 et s'en sert pour l'habillement, le campement et la pharmacie d'Afrique ; s'ajoute bientôt le stockage des vivres destinés aux militaires des forts de la région.
En 1840, l’armée construit le grand carré, appelé alors « la Manutention Sainte-Marie des Chaînes ».
Trois moulins à blé sont bâtis, en 1853, 1870 puis 1890, ainsi qu'une boulangerie, permettant au site d'assurer une très importante fabrication de pain qui alimente les camps militaires de la région en temps de paix et les fronts pendant les guerres. L'activité principale du lieu est la mouture de farine (jusqu'en 1964) et la fabrication de pain (jusqu'en 1995) ; il torréfie aussi du café (jusqu'en 1960), conditionne du tabac (date de cessation inconnue) et stocke du vin (jusqu'en 1970) pour les soldats casernés,. Alliant la meunerie et la boulange avec un pétrin mécanique et un four Rolland, la Manutention peut donner trois qualités de pain à 2, 4 et 9 centimes en dessous du cours et de la taxe tout en distribuant encore 13 % du bénéfice au premier trimestre de 1856.
En 1870 une verrière métallique est également construite sur la cour centrale, dans le « style Eiffel, ».
En 1941 le site est rebaptisé « Subsistances militaires ». Il est abandonné par l'armée en 1991. En 1995, l'État rend possession du site à la Ville de Lyon.

### Un pôle de création artistique depuis 1998
Les bâtiments ont été rénovés à plusieurs reprises depuis 1997, notamment sous l'impulsion de Gérard Collomb, maire de Lyon.
Guy Walter et Cathy Bouvard reprennent en 2003 la direction des Subsistances et créent le « Laboratoire international de création et de pratique artistique ». Stéphane Malfettes leur succède en mai 2019 et lance le nouveau projet des Subsistances, rebaptisées « SUBS ».
Depuis mars 2007, le lieu abrite aussi l’École nationale des beaux-arts de Lyon à la suite d'une tranche de travaux s'échelonnant de septembre 2005 à janvier 2007.

### Les SUBS, les années 2020
Aujourd'hui, Les SUBS comptent deux salles de spectacles, trois plateaux de répétition, une verrière, une esplanade extérieure et 19 chambres et studios pour l'hébergement des artistes. Outre la mise à disposition d'espaces de travail et de moyens techniques, Les SUBS s'investissent également dans le pilotage et le suivi des projets accueillis, la prise en charge de frais de résidence, des apports en coproduction et pré-achat de spectacles mais aussi la structuration administrative d'équipes émergentes.
Les SUBS sont également un lieu de vie. Il est possible d'y boire, manger et travailler.

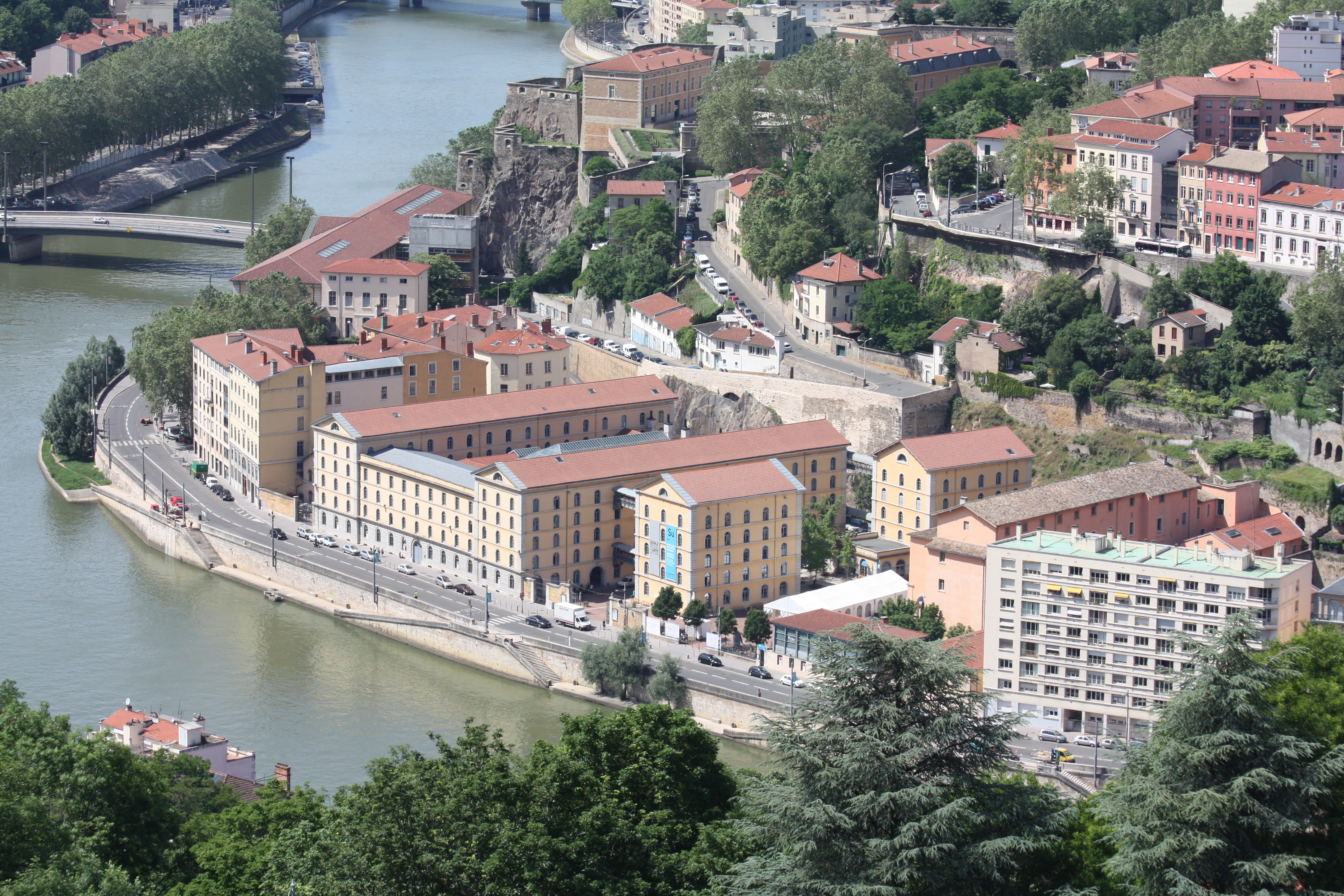
Les Subsistances sur le quai Saint-Vincent,
vue depuis les toits de N.-D. de Fourvière.

## Chiffres clés
Les Subs, ce sont, :
- 80 000 spectateurs / an
- 110 compagnies en résidence / an
- 480 artistes et techniciens accueillis / an
- 117 projets accompagnés / an
- 55 spectacles et concerts / an